# Esthlogena mirandilla
Esthlogena mirandilla är en skalbaggsart som beskrevs av Bates 1885. Esthlogena mirandilla ingår i släktet Esthlogena och familjen långhorningar.
Artens utbredningsområde är:
- Guatemala.
- Panama.

Inga underarter finns listade i Catalogue of Life.